# Almamula

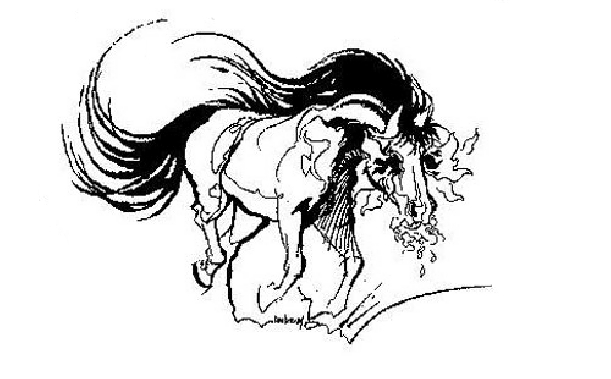
La mulánima.

El almamula ("Alma Mula"), también conocida como la mulánima ("mula ánima"), tatá cuñá o mula frailera, es un ser mitológico de La Rioja y Santiago del Estero, ambas provincias argentinas. La leyenda tiene como trasfondo moral la intención de reprimir ciertas relaciones sexuales entre parentesco.

## Leyenda del almamula
Según dice la leyenda este ser era una mujer sin moral, que cometió incesto junto a su hermano y su padre, y hasta tuvo relaciones sexuales con el cura del pueblo; y nunca se arrepintió de ello, tampoco ninguno de los otros tres individuos. En castigo a esta conducta antes de su muerte, ella habría sido maldecida por Dios, quien la habría convertido en una mula de color plomiza que arrastra unas pesadas cadenas. Es muy peligrosa, ya que puede matar a patadas a quien encuentre en la alta noche serrana.
Se dice que vaga por las noches en lo espeso de los montes y recorre los alrededores de las poblaciones en días de tormenta. Da gritos de dolor que hielan la sangre de quien los escucha, debido a que va arrastrando un freno que le produce un gran dolor cuando ella pisa sus riendas. Según se dice, su viaje termina en la puerta de la iglesia del pueblo más cercano, desde donde emprende nuevamente su carrera, largando fuego por los ojos y la boca
Referente a la razón de que la almamula lleve una gran cadena, la que además produce un gran ruido, es que ella es la representación del peso de sus pecados; pero también sería la esperanza que tiene la mujer maldita convertida en mula de que algún día un varón valiente la logre sofrenar, venciendo el miedo, y así pueda completar el ritual que lograría que su alma por fin sea redimida para viajar al cielo.
Otras tradiciones además indican que producto del poder de su maldición, la que se extiende por donde ha transitado, todas las personas que tengan relaciones inmorales y no se arrepientan de ello, igualmente como castigo serían malditas y se transformarían durante la noche en una mula. Algunos dicen que para evitar que la mulánima mate a la persona con la que se ha cruzado se debe contener el miedo y ser valiente.